# The Witch of the Everglades
The Witch of the Everglades è un cortometraggio muto del 1911 scritto e diretto da Otis Turner.

## Produzione
Il film fu prodotto dalla Selig Polyscope Company. Venne girato in Florida..

## Distribuzione
Distribuito dalla General Film Company, il film - un cortometraggio in una bobina - uscì nelle sale cinematografiche statunitensi il 27 aprile 1911.